# 奥朗格
奥朗格（法語：Orange）是法国普罗旺斯-阿尔卑斯-蓝色海岸大区 沃克吕兹省的一个市镇，属于阿维尼翁区 县。该市镇2009年时的人口 为人。

## 人口
奥朗格人口变化图示
| 数据来源：INSEE |